# 白腹鸫鹛
白腹鸫鹛属（学名：Ptyrticus turdinus）属于从画眉科裂分出来的雀眉科的一个属。白腹鸫鹛属里面仅有白腹鸫鹛。白腹鸫鹛分布于非洲安哥拉、喀麦隆、中非共和国、民主刚果、苏丹、赞比亚等地。其自然栖息地为亚热带或热带的湿地、森林或潮湿的灌木林地。